# 神立春樹
神立 春樹（かんだつはるき、1934年4月12日 - ）は日本の歴史学者。専門は近代日本経済史、近世農村・農書研究。農学博士、博士(学術)、博士(文学）。岡山大学名誉教授。二松学舎名誉舍友。瑞宝中綬章受章。

## 来歴
東京都生れ。父親の仕事により、南洋群島パラオ・アンガウル、朝鮮咸興などの海外を含め一家各地を転々、長野県小諸高等学校入学・二松学舎大学附属高等学校卒、東京教育大学農学部卒業・農学士、東京大学大学院社会科学研究科農業経済学専攻修士課程修了・農学修士、同農学系研究科農業経済学専攻博士課程修了・農学博士。博士学位論文「近代農村工業史の基礎過程」、指導教授東京大学古島敏雄。
大学院在学中1966年白梅学園短期大学講師、助教授の後、1970年岡山大学法文学部助教授、1977年教授、1992年経済学部長・大学院経済学研究科長、1995年大学院博士課程文化科学研究科長、1998年附属図書館長歴任。2000年3月定年退官、岡山大学名誉教授。岡山大学における主担当科目は日本経済史、主研究分野は明治期の産業・地域・生活研究、これを軸とした明治期・近代日本研究。この主研究に関する「産業革命期の地域編成」で岡山大学博士（学術））。この近代に先立つ近世農村・農書研究の一つの「近世の一農書の成立‐徳山敬猛『農業子孫養育草』文政九年の研究‐」で岡山大学博士（文学）。岡山大学時代に研究室を巣立った森元辰昭、玉井康之、古川昭、鞠玉崋、熊谷正文、中野美智子、木村須磨子、前田昌義、佐藤正志、田中雅孝、李倢、上廣尚子、大川篤志、などが博士学位を取得し、教育・研究活動に励んでいる。このような岡山大学における長期にわたる教育・研究貢献により、2012年11月、岡山大学名誉教授として瑞宝中綬章を受章した。
岡山大学退職後の2000年4月二松学舎大学教授に就任、日本史、日本経済史を担当して教育、研究に励み、2005年定年退職。この間2年間母校である附属高校長を併任し、後期中等教育に深く関わった。在職中の附属高校長・法人評議員理事歴任により、2011年11月名誉称号・二松学舎名誉舍友を授与された。二松学舎大学退職後も母校の二松学舎における研究会活動に参加など、研究活動を心がけている。これまでの成果を取りまとめた著作は主研究分野にとどまらず、関連分野、長期にわたる教員生活記録、教育記録、人生記録、深く関わった大学図書館論に及ぶ。

## 著書

### 単著
- 『明治期農村織物業の展開』東京大学出版会　1974年3月【農学博士論文「近代農村工業史の基礎過程」の刊行】
- 『産業革命期における地域編成』岡山大学経済学部、御茶の水書房　1987年11月【学術博士論文となる】
- 『戦後村落景観の変貌』御茶の水書房　1991年10月
- 『近代岡山県地域の都市と農村』同上　1993年10月
- 『大学図書館図書資料論』同上　1996年1月
- 『近代産業地域の形成』同上1997年1月
- 『大学の授業－岡山大学における実践の記録－』大学教育出版　1998年4月
- 『明治文学における明治の時代性』岡山大学経済学部、御茶の水書房　1999年11月
- 『明治期の庶民生活の諸相』御茶の水書房　1999年11月
- 『近代藺莚業の展開』同上　2000年2月
- 『後期中等教育の理念を追って－二松學舍の高校長の二年間－』二松學舍松葉叢書刊行会2003年8月
- 『岡山大学の三十年－研究と教育と－』岡山近代史研究会　　2004年3月
- 『大学図書館の在り方を追って－一教員の大学図書館関係－』御茶の水書房2005年1月
- 『明治高等教育制度史論』同上　2005年3月
- 『近世の一農書の成立－徳山敬猛「農業子孫養育草」（文政九年）の研究－』同上　2005年6月【文学博士論文となる】
- 『村方争論・事件にみる近世農民の生活－近世農村史の一齣－』同上　2005年7月
- 『近代東京東郊地域史論』同上　2005年12月
- 『日本史探究の授業－大学における教育・研究の試み－』同上　2005年12月
- 『二松學舍における教育と研究－2000年度～2004年度－』二松學舍松葉叢書刊行会　2005年12月
- 『変貌過程における児島湾干拓地農業－1970年代の農村調査記録－』岡山近代史研究会　2007年12月
- 『自立的研究者への階梯－白梅学園の四ヵ年　1966年度～1969年度－』教育文献刊行会2008年3月
- 『明治期農村織物業調査研究の記録－1960年代　北埼玉、福井・石川　調査・研究の記録－』同上　2009年3月
- 『近代岡山県産業・地域・生活探究緒論－研究試論・岡山県統計書－』同上　2009年11月
- 『日本近代景観史緒論－村落景観論から近代景観史へ－』同上　2009年11月
- 『産業革命研究緒論』同上　2011年8月
- 『二松學舍史断章‐近代日本私立諸学校の特質究明の一試み‐』同上　2011年10月
- 『近代日本の麦稈真田業-文献と統計』同上　2013年8月
- 『近代日本における麦稈真田業』同上　2013年11月
- 『日本史探究：東京とその縁辺－地域と人々の生活－』同上　2014年11月
- 『地域における人々の営みと暮らしの記録－『地方史研究』新刊案内欄書評文集－』同上　2015年11月
- 『近代日本産業・地域研究書論評－史学雑誌・土地制度史学・社会経済史学等執筆書評文集』同上　2015年12月
- 『私の「図書館概論」の授業‐白梅学園短気大学　2000年度‐』同上　2016年10月
- 『回想の岡山大学三十年－記念講演文　年譜・業績目録』同上　2016年10月

### 共著・編著
- 『綿工業都市の成立－今治綿工業発展の歴史地理的条件－』（葛西大和との共著)古今書院　1977年12月
- 『高知県の産業構造、地域構成と地域住民の生活－産業革命期　県統計書・村是調査書による検討－』（編著　共著者渡辺広安・徐槑）岡山近代史研究会　2008年3月
- 『地域住民の生産と生活－明治大正期期　村是調査書による検討－』（編著共著者徐槑・木村須磨子・大川篤志・島田充）教育文献刊行会　2010年12月
- 『[武蔵国葛飾郡家吉羽村・埼玉県東葛飾郡権現堂村上吉羽]石塚義英家文書目録稿』（編著共著者(龍野四郎・藤田親)　同上　2012年5月
- 『南洋群島パラオ諸島アンガウル-『南洋庁統計年鑑』「神立りつ日記」にみる』（神立均との共編著)　同上　2013年6月
- 『近代岡山県における産業地域の形成－児島地域・織物業　備前耐火煉瓦工業地帯－』（編著　共著者猪早倫子・岡崎良江他神立ゼミナール生）同上　2013年10月
- 『近代日本学校制度史断章－徒弟学校、実業補習学校、各種学校・制度外学校－』（編著　共著者鞠玉崋）同上　2015年11月
- 『東京大学大学院古島敏雄先生の導き』（編著　共著者古島敏雄・有馬達郎）教育文献刊行会　2016年1月